# 布加基夫
48°54′12″N 28°56′11″E / 48.90333°N 28.93639°E
布哈基夫（烏克蘭語：Бугаків），是烏克蘭西南部的村落，隸屬文尼察州的圖利欽區。該村始建於1786年，面積2.65平方公里，2001年人口653，人口密度每平方公里246.14人。